# Portia de Rossi
Portia de Rossi, egentligen Portia Lee James DeGeneres, ursprungligen Amanda Lee Rogers, född 31 januari 1973 i Geelong, Victoria, är en australisk skådespelare, affärskvinna, filantrop och tidigare modell. Hon är känd bland annat för rollen som Nelle Porter i TV-serien Ally McBeal. 

## Biografi
Portia de Rossi växte upp i en förort till Geelong i Australien. När hon var 15 år bytte hon namn till Portia de Rossi. Hon började sin professionella karriär som modell och fick sin första filmroll i Sirens, varefter hon flyttade till Los Angeles för att fortsätta med skådespeleri. Efter några gästroller i TV-serier fick hon en roll i Scream 2 men fick internationell uppmärksamhet först när hon spelade advokaten Nelle Porter i Ally McBeal. de Rossi var med i serien från 1998 till 2002. Mellan 2003 och 2006 spelade hon Lindsay Bluth-Fünke i serien Arrested Development. Hon återvände också i rollen när serien återupplivades för nya säsonger, först 2013 och sedan 2018.

### Privatliv

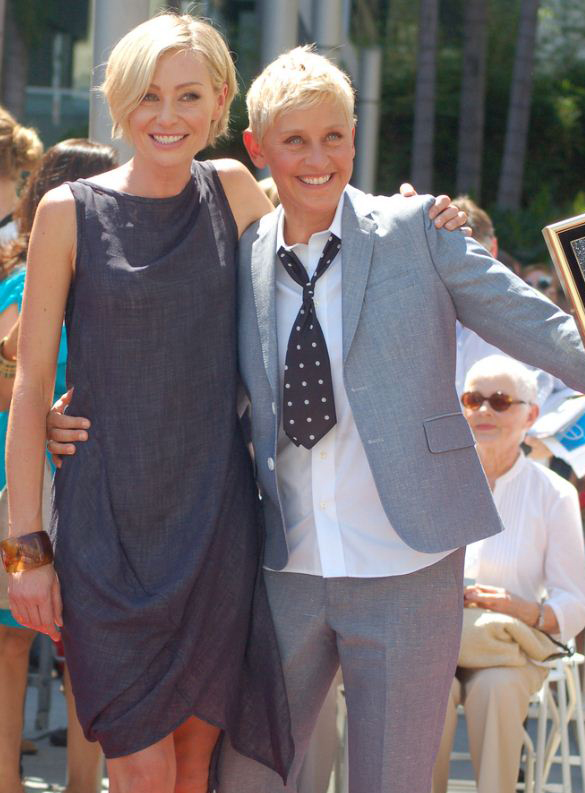
Portia de Rossi med hustrun Ellen DeGeneres 2012.

I slutet av 2004 flyttade hon ihop med komikern Ellen DeGeneres. I början av 2005 gav de Rossi en intervju i The Advocate där hon för första gången öppet talade om att hon är lesbisk. DeGeneres och de Rossi är gifta sedan 2008. År 2011 kom de Rossis bok Unbearable Lightness som bland annat handlar om ätstörningar och hennes sexualitet. Boken fick bra respons av läsare och kritiker. de Rossi har även anklagat skådespelaren Steven Seagal för sexuella övergrepp under metoo-uppropet.

## Filmografi
- 1994 – Sirens
- 1997 – Scream 2
- 1997 – Ally McBeal (TV-serie)
- 1998 – Girl
- 1998 – Stigmata
- 2001 – Women in Film
- 2001 – Who is Cletis Tout?
- 2002 – The Glow
- 2003–2013 – Arrested Development (TV-serie)
- 2004 – Dead & Breakfast
- 2005 – Cursed
- 2007–2009 – Nip/Tuck (TV-serie)
- 2009–2010 – Better Off Ted (TV-serie)
- 2010–2014 – Scandal (TV-serie)